# مانی-ل-ویر
مانی-ل-ویر (به فرانسوی: Magny-lès-Villers) یک کمون در فرانسه با جمعیت ۲۶۱ نفر است که در Canton of Nuits-Saint-Georges واقع شده‌است.